# Episodi di The Lodge (seconda stagione)
La seconda stagione di The Lodge è andato in onda nel Regno Unito in prima visione su Disney Channel dal 9 giugno 2017.
In Italia è in onda dal 6 luglio con il primo episodio e dal 4 settembre 2018 con i restanti episodi.
| n° | Titolo originale        | Titolo italiano     | Prima TV Regno Unito | Prima TV Italia   |
| -- | ----------------------- | ------------------- | -------------------- | ----------------- |
| 1  | I Choose You            | Io scelgo te        | 9 giugno 2017        | 6 luglio 2018     |
| 2  | Partners                | Partners            | 16 giugno 2017       | 4 settembre 2018  |
| 3  | Help                    | Aiuto               | 23 giugno 2017       | 5 settembre 2018  |
| 4  | Call Me                 | Chiamami            | 30 giugno 2017       | 6 settembre 2018  |
| 5  | Mystery Guest           | L'ospite misterioso | 7 luglio 2017        | 7 settembre 2018  |
| 6  | The Last Dance          | L'ultimo ballo      | 14 luglio 2017       | 10 settembre 2018 |
| 7  | I'll Huff And I'll Puff | La fine del Lodge?  | 14 luglio 2017       | 11 settembre 2018 |
| 8  | No Hard Feelings        | Nessun risentimento | 8 settembre 2017     | 12 settembre 2018 |
| 9  | Under New Management    | La nuova gestione   | 15 settembre 2017    | 13 settembre 2018 |
| 10 | Storm                   | La tempesta         | 22 settembre 2017    | 14 settembre 2018 |
| 11 | Taking Sides            | Presa di posizione  | 29 settembre 2017    | 17 settembre 2018 |
| 12 | Hard to Say No          | Difficile dire no   | 6 ottobre 2017       | 18 settembre 2018 |
| 13 | Distant Relations       | La nuova partner    | 13 ottobre 2017      | 19 settembre 2018 |
| 14 | Finish Line             | Il traguardo        | 27 ottobre 2017      | 20 settembre 2018 |
| 15 | The North Star          | Il North Star       | 3 novembre 2017      | 21 settembre 2018 |